# Fora da Lei (2010)
Fora da Lei (em francês:  Hors-la-loi) é um filme de drama policial belgo-franco-ítalo-tuniso-argelino de 2010 dirigido e escrito por Rachid Bouchareb.
Foi indicado ao Oscar de melhor filme estrangeiro na edição de 2011, representando a Argélia.

## Elenco
- Jamel Debbouze - Saïd
- Roschdy Zem - Messaoud
- Sami Bouajila - Abdelkader
- Bernard Blancan - Colonel Faivre